# Phlegra proxima
Phlegra proxima là một loài nhện trong họ Salticidae.
Loài này thuộc chi Phlegra. Phlegra proxima được J. Denis miêu tả năm 1947.